# Palazzo Dal Pozzo Benni
Palazzo Dal Pozzo Benni è un edificio storico di Milano situato in corso Venezia n. 53.

## Storia e descrizione
Il palazzo fu costruito all'incirca alla metà del XVIII secolo: come conseguenza l'architettura del palazzo si mostra come una sorta di transizione tra il tardo barocco lombardo e il primo neoclassicismo milanese. Al pian terreno il palazzo presenta un portale mistilineo in pietra sormontato da un balcone retto da quattro mensoloni, mentre ai lati sono presenti luci per negozi e finestre su un piano ammezzato, entrambe decorate da cornici rettilinee coronate da una serraglia. La decorazione con cornici rettilinee e serraglia si ripete con le finestre del piano superiore, decorate tuttavia alla base con specchiature in stucco con cordoni. All'ultimo piano le finestre presentano una più semplice decorazione con cornici rettilinee in stucco senza più la serraglia in sommità.